# Liste der denkmalgeschützten Objekte in Hall in Tirol/Sc–Z
Die Liste der denkmalgeschützten Objekte in Hall in Tirol/Sc-Z enthält die 134 (von insgesamt 352) denkmalgeschützten, unbeweglichen Objekte der Stadtgemeinde Hall in Tirol mit den Straßennamen von Sc bis Z sowie die Objekte in den Katastralgemeinden Heiligkreuz I und Heiligkreuz II.

## Denkmäler
| Foto  |                 | Denkmal | Standort                                                          | Beschreibung | Metadaten |
| ----- | --------------- | --- | ----------------------------------------------------------------- | --- | --- |
| ja    | Datei hochladen | Städtisches Freischwimmbad Hall HERIS-ID: 81446 Objekt-ID: 95217 TKK: 70447                                                             | Scheidensteinstraße 24 Standort KG: Hall                          | Das Schwimmbad wurde 1940–1941 nach Entwürfen von Heinz Bauer und Erhart errichtet. Dem Garderobentrakt ist nach außen hin ein überdachter Gang mit Rundpfeilern vorgelagert, die mittleren sechs Achsen sind im Eingangsbereich unter einem Walmdach risalitartig vorgezogen. Vor dem Restaurant befindet sich ein Steinadler mit Bronzetafel zur Erinnerung an die Errichtung der Anlage. Der Sprungturm stammt in seiner architektonischen Grundkonzeption aus der Erbauungszeit. | BDA-Hist.: Q38175780 Status: § 2a Stand der BDA-Liste: 2025-06-30 Name: Städtisches Freischwimmbad Hall GstNr.: .865, .866, 932/1                                                                     |
| ja    | Datei hochladen | Stofferin-Haus, Khuen-Haus, ehem. Gasthof Zum goldenen Kreuz HERIS-ID: 39187 Objekt-ID: 38902 TKK: 70281                                | Schergentorgasse 1 Standort KG: Hall                              | | BDA-Hist.: Q37987951 Status: Bescheid Stand der BDA-Liste: 2025-06-30 Name: Stofferin-Haus, Khuen-Haus, ehem. Gasthof Zum goldenen Kreuz GstNr.: .243                                                 |
| ja    | Datei hochladen | Bürgerhaus HERIS-ID: 110580 Objekt-ID: 128287 TKK:                                                                                      | Schergentorgasse 2 Standort KG: Hall                              | | BDA-Hist.: Q37819538 Status: Bescheid Stand der BDA-Liste: 2025-06-30 Name: Bürgerhaus GstNr.: .244                                                                                                   |
| ja    | Datei hochladen | Bürgerhaus, Metzgersimele-Haus HERIS-ID: 39188 Objekt-ID: 38904 TKK: 70283                                                              | Schlossergasse 1 Standort KG: Hall                                | | BDA-Hist.: Q37987959 Status: Bescheid Stand der BDA-Liste: 2025-06-30 Name: Bürgerhaus, Metzgersimele-Haus GstNr.: .123                                                                               |
| ja    | Datei hochladen | Bürgerhaus, Oberes Hörmann-Haus HERIS-ID: 39189 Objekt-ID: 38905 TKK: 70284                                                             | Schlossergasse 2 Standort KG: Hall                                | | BDA-Hist.: Q37987969 Status: Bescheid Stand der BDA-Liste: 2025-06-30 Name: Bürgerhaus, Oberes Hörmann-Haus GstNr.: .136                                                                              |
| ja    | Datei hochladen | Gasthaus Stern, ehem. Steinbockwirt bzw. beim Habl HERIS-ID: 39190 Objekt-ID: 38906 TKK: 70285                                          | Schlossergasse 3 Standort KG: Hall                                | | BDA-Hist.: Q37987978 Status: Bescheid Stand der BDA-Liste: 2025-06-30 Name: Gasthaus Stern, ehem. Steinbockwirt bzw. beim Habl GstNr.: .124/1                                                         |
| ja    | Datei hochladen | Bürgerhaus, Gasthaus Weißes Rössl HERIS-ID: 39191 Objekt-ID: 38907 TKK: 70286                                                           | Schlossergasse 4 Standort KG: Hall                                | | BDA-Hist.: Q37987987 Status: Bescheid Stand der BDA-Liste: 2025-06-30 Name: Bürgerhaus, Gasthaus Weißes Rössl GstNr.: .135/1                                                                          |
| ja    | Datei hochladen | Bürgerhaus HERIS-ID: 43978 Objekt-ID: 44673 TKK: 70287                                                                                  | Schlossergasse 5 Standort KG: Hall                                | Das viergeschoßige, dreiachsige Gebäude stammt im Kern aus dem 15./16. Jahrhundert und wurde 1905, 1930 und 1970 umgebaut. Die Straßenfassade ist durch einen zweigeschoßigen Polygonalerker in der Mittelachse mit Malereien in den Parapetfeldern aus dem Jahr 1900 gegliedert. Das rundbogig geschlossene Nagelfluhportal diente ursprünglich als Hauseinfahrt, heute als Haus- und Geschäftseingang. Im Inneren hat sich der ursprüngliche Stiegenaufgang mit Netzgratgewölbe und einem für die Inn-Salzach-Bauweise typischen Lichtschacht erhalten. | BDA-Hist.: Q38006288 Status: Bescheid Stand der BDA-Liste: 2025-06-30 Name: Bürgerhaus GstNr.: .125                                                                                                   |
| ja    | Datei hochladen | Bürgerhaus HERIS-ID: 39192 Objekt-ID: 38908 TKK: 70288                                                                                  | Schlossergasse 6 Standort KG: Hall                                | Das viergeschoßige, nach zwei Seiten freistehende Wohngebäude mit Grabendach, Stirnmauer und stark betontem Kranzgesims mit Hohlkehle stammt im Kern aus dem 16. Jahrhundert. Die dreiachsige Straßenfassade an der Nordseite ist mit Erdbebenpfeilern, einem breit abgefasten Rundbogen aus Hagauer Marmor und einem darüber liegenden Madonnenbild von 1847 gegliedert. In der Mittelachse befinden sich eine breit gekehlte Segmentbogenöffnung (ehemalige Ladenfenster) und ein schmaler, zweiseitiger, zweigeschoßiger Erker. Die Westfassade ist schmucklos und einfach gegliedert. Im Inneren haben sich ein tonnengewölbter Erdgeschoßflur und zahlreiche, für die gotischen Inn-Salzach-Häuser typische Baudetails wie eine enge Treppenanlage, Lichtschacht und Lichtnischen erhalten. | BDA-Hist.: Q37987996 Status: Bescheid Stand der BDA-Liste: 2025-06-30 Name: Bürgerhaus GstNr.: .134                                                                                                   |
| ja    | Datei hochladen | Bürgerhaus HERIS-ID: 43979 Objekt-ID: 44674 TKK: 70289                                                                                  | Schlossergasse 7 Standort KG: Hall                                | Das viergeschoßige, dreiachsige Gebäude mit zweigeschoßigem Polygonalerker in der Mittelachse stammt im Kern aus dem 16. Jahrhundert und wurde 1911 und 1967 umgebaut. Im Zuge der Fassadenrenovierung im 18. Jahrhundert erhielten die Fenster eine flache Profilleistenumrahmung. | BDA-Hist.: Q38006299 Status: Bescheid Stand der BDA-Liste: 2025-06-30 Name: Bürgerhaus GstNr.: .103/1                                                                                                 |
| ja    | Datei hochladen | Bürgerhaus HERIS-ID: 39184 Objekt-ID: 38897 TKK: 70290                                                                                  | Schlossergasse 8 Standort KG: Hall                                | Das breite Giebelhaus mit mittlerem und seitlichem, über alle drei Geschoße reichendem Erker stammt im Kern aus dem 16. Jahrhundert, die Fassade mit Rundbogenportal und reichen Stuckornamenten aus der ersten Hälfte des 17. Jahrhunderts. Das Haus gehörte einst den Jesuiten, war 1690 ein Gasthaus und gilt als eines der schönsten Altstadthäuser von Hall. | BDA-Hist.: Q37987920 Status: Bescheid Stand der BDA-Liste: 2025-06-30 Name: Bürgerhaus GstNr.: .132 Schlossergasse 8, Hall in Tirol                                                                   |
| ja    | Datei hochladen | Bürgerhaus HERIS-ID: 43980 Objekt-ID: 44675 TKK: 70291                                                                                  | Schlossergasse 9 Standort KG: Hall                                | Das dreigeschoßige Gebäude mit Satteldach, vorgeblendetem Fassadengiebel und Kranzgesims stammt aus dem 14. Jahrhundert (zwei Balkendecken im Untergeschoß um 1315 dendrodatiert). Die unregelmäßig vierachsige Straßenfassade ist durch zwei dreiseitige Polygonalerker, drei profilierte Dachbodenfenster und ein breit abgefastes Rundbogenportal aus Kramsacher Marmor im Erdgeschoß gegliedert. Im Inneren haben sich ein gewölbter Flur, eine gotische Treppenanlage und weitere Baudetails wie eine Holzbalkendecke und ein gotisches Gratgewölbe erhalten. Die Plastik über dem Portal wurde von Franz Brunner (* 1960) geschaffen. | BDA-Hist.: Q38006309 Status: Bescheid Stand der BDA-Liste: 2025-06-30 Name: Bürgerhaus GstNr.: .126                                                                                                   |
| ja    | Datei hochladen | Bürgerhaus HERIS-ID: 43981 Objekt-ID: 44676 TKK: 70292                                                                                  | Schlossergasse 10 Standort KG: Hall                               | Das viergeschoßige Stadthaus mit Satteldach stammt aus dem 16. Jahrhundert. Die vierachsige, veränderte Fassade ist durch einen über die äußerste Achse laufenden Polygonalerker und ein tief eingeschnittenes Rundbogenportal gegliedert. Im Inneren haben sich gotische Baudetails wie Netzgewölbe und eine Brunnennische im Erdgeschoß erhalten. | BDA-Hist.: Q38006319 Status: Bescheid Stand der BDA-Liste: 2025-06-30 Name: Bürgerhaus GstNr.: .131                                                                                                   |
| ja    | Datei hochladen | Bürgerhaus, Plachy-Haus HERIS-ID: 39193 Objekt-ID: 38909 TKK: 70293                                                                     | Schlossergasse 11 Standort KG: Hall                               | Das im Kern aus dem 14. Jahrhundert stammende Haus (zwei Balkendecken im Untergeschoß um 1315 dendrodatiert) wurde um 1465 aufgestockt. Das viergeschoßige Gebäude weist ein Satteldach, eine horizontale Stirnmauer und ein kräftiges Kranzgesims auf. Die dreiachsige Straßenfassade ist durch zwei Erdbebenpfeiler, ein segemtbogig geschlossenes Nagelfluhportal und einen rechteckigen, zweigeschoßigen Breiterker in der Mittelachse gegliedert. Im Inneren haben sich ein stichkappengegliedertes Tonnengewölbe und ein enges Stiegenhaus mit Lichtschacht erhalten. | BDA-Hist.: Q37988006 Status: Bescheid Stand der BDA-Liste: 2025-06-30 Name: Bürgerhaus, Plachy-Haus GstNr.: .127                                                                                      |
| ja    | Datei hochladen | Bürgerhaus, Kasparproß-Haus HERIS-ID: 39194 Objekt-ID: 38910 TKK: 70294                                                                 | Schlossergasse 12 Standort KG: Hall                               | Das viergeschoßige Gebäude mit Grabendach stammt aus dem 14. Jahrhundert. Die hinten in der Mitte zu einem leicht geneigten Giebel angezogene Giebelmauer weist ein einfach profiliertes, horizontal verlaufendes Gesims auf. Die Fassade ist durch zwei Erdbebenpfeiler in Höttinger Breccie, ein seitliches Rundbogenportal, zwei rechteckige Türöffnungen sowie zwei dreiseitige, durch einfache Gesimse gegliederte Polygonalerker gegliedert. Im Inneren haben sich Stichkappengewölbe im Erdgeschoß und eine Holzbalkendecke im ersten Obergeschoß erhalten. | BDA-Hist.: Q37988015 Status: Bescheid Stand der BDA-Liste: 2025-06-30 Name: Bürgerhaus, Kasparproß-Haus GstNr.: .130                                                                                  |
| ja    | Datei hochladen | Bürgerhaus, Schlosserwild-Haus HERIS-ID: 39195 Objekt-ID: 38911 TKK: 70295                                                              | Schlossergasse 13 Standort KG: Hall                               | Das fünfgeschoßige Gebäude mit Satteldach und steilem Fassadengiebel stammt im Kern aus dem 14. Jahrhundert. Die dreiachsige Straßenfassade ist mit einem breit gefasten Rundbogenportal aus Hagauer Marmor und darüber liegendem Eisenrelief der Kreuzabnahme aus dem 18. Jahrhundert sowie einem zweigeschoßigen Polygonalerker mit dreiseitigem Anlauf und geschnitzten Fensterpfosten gegliedert. Im Inneren haben sich ein Flur mit Stichkappen, eine gotische Halle mit Fächergewölbe auf Mittelsäule, spätgotische Rankenmalereien und spätgotisch bemalte Holzdecken im zweiten Obergeschoß erhalten. | BDA-Hist.: Q37988026 Status: Bescheid Stand der BDA-Liste: 2025-06-30 Name: Bürgerhaus, Schlosserwild-Haus GstNr.: .128                                                                               |
| ja    | Datei hochladen | Bürgerhaus HERIS-ID: 43982 Objekt-ID: 44677 TKK: 70296                                                                                  | Schlossergasse 14 Standort KG: Hall                               | Das mächtige, über Eck gehende, viergeschoßige Wohnhaus stammt im Kern aus dem 15. Jahrhundert und wurde im 19. Jahrhundert umgebaut. 1969 wurde die Fassade verändert. Die Fenster weisen noch typische gotische Laibungen auf. | BDA-Hist.: Q38006331 Status: Bescheid Stand der BDA-Liste: 2025-06-30 Name: Bürgerhaus GstNr.: .129                                                                                                   |
| ja    | Datei hochladen | Bürgerhaus Aniser HERIS-ID: 39196 Objekt-ID: 38912 TKK: 70297                                                                           | Schlossergasse 15 Standort KG: Hall                               | Das dreigeschoßige Eckhaus mit Grabendach und hoher Blendmauer stammt im Kern aus dem ersten Drittel des 14. Jahrhunderts. Die unregelmäßigen Fassaden sind durch hohe und unverputzte Erdbebenmauern, drei Rechteckerker auf geschwungenen Konsolen sowie einen vierseitigen Eckerker gegliedert. Im Erdgeschoß befindet sich ein Barockportal aus Nagelfluh, darüber ein Madonnenrelief in reichem Stuckrahmen. Im Inneren haben sich gotische Bau- und Ausstattungsdetails wie Gewölbe, Bögen, Laibungen und Stuckdecken erhalten. | BDA-Hist.: Q37988036 Status: Bescheid Stand der BDA-Liste: 2025-06-30 Name: Bürgerhaus Aniser GstNr.: .96                                                                                             |
| ja    | Datei hochladen | Bürgerhaus HERIS-ID: 43983 Objekt-ID: 44678 TKK: 70298                                                                                  | Schmiedgasse 2 Standort KG: Hall                                  | Das Haus steht am Platz zwischen Salvatorgasse, Langer Graben und Schmiedgasse. Das viergeschoßige Gebäude über unregelmäßigem trapezförmigem Grundriss stammt im Kern aus dem 16. Jahrhundert. Die Fassade ist mit Erdbebenpfeilern, einem Polygonalerker und segmentbogigen Mauerausbrüchen aus Nagelfluh gegliedert. An der Fassade befinden sich barocke Steinfiguren des hl. Nepomuk und der Maria Immaculata | BDA-Hist.: Q38006341 Status: Bescheid Stand der BDA-Liste: 2025-06-30 Name: Bürgerhaus GstNr.: .188                                                                                                   |
| ja    | Datei hochladen | Sigmundsbrunnen HERIS-ID: 11732 Objekt-ID: 7845 TKK: 70377                                                                              | vor Schmiedgasse 2 Standort KG: Hall                              | Die kupfergetriebene Brunnenfigur von Rudolf Reinhart (1933) stellt Erzherzog Sigmund von Tirol dar. | BDA-Hist.: Q38110961 Status: § 2a Stand der BDA-Liste: 2025-06-30 Name: Sigmundsbrunnen GstNr.: 946                                                                                                   |
| ja    | Datei hochladen | Bürgerhaus HERIS-ID: 43984 Objekt-ID: 44679 TKK: 70299                                                                                  | Schmiedgasse 3 Standort KG: Hall                                  | Das fünfgeschoßige Gebäude mit Grabendach und waagrechter, zinnenbewehrter Blendmauer stammt aus dem ersten Drittel des 14. Jahrhunderts. Die dreiachsige, ehers chmucklose Fassade Gliederung ist im Erdgeschoß durch das alte Rundbogenportal aus Nagelfluh sowie eine segmentbogige Ladenöffnung aus Nagelfluh gegliedert. Im Inneren haben sich gotische Baudetails wie eine Treppenanlage erhalten. | BDA-Hist.: Q38006350 Status: Bescheid Stand der BDA-Liste: 2025-06-30 Name: Bürgerhaus GstNr.: .239                                                                                                   |
| ja    | Datei hochladen | Bürgerhaus HERIS-ID: 43985 Objekt-ID: 44680 TKK: 70300                                                                                  | Schmiedgasse 4 Standort KG: Hall                                  | Das schmale, viergeschoßige Gebäude stammt im Kern aus dem 16. Jahrhundert. Die unregelmäßige zwei- bis dreiachsige Straßenfassade ist durch querrechteckige Fenster aus den 1930er Jahren gegliedert und weist ein gekehltes Scheingesims aus Blech sowie zwei tief eingeschnittene Rundbogenöffnungen im Erdgeschoß auf. | BDA-Hist.: Q38006359 Status: Bescheid Stand der BDA-Liste: 2025-06-30 Name: Bürgerhaus GstNr.: .194                                                                                                   |
| ja    | Datei hochladen | Bürgerhaus HERIS-ID: 43986 Objekt-ID: 44681 TKK: 70301                                                                                  | Schmiedgasse 5 Standort KG: Hall                                  | Das fünfgeschoßige Gebäude mit giebelseitig zur Gasse orientiertem Satteldach stammt im Kern aus dem 16. Jahrhundert und wurde durch spätere Umbauten teilweise verändert. Die Erdgeschoßzone ist durch spätgotisch abgefaste Rundbogenportale und Ladenfenster gegliedert. Die Südfassade weist zum Unteren Stadtplatz. Das Haus ist heute mit dem Nachbarhaus Schmiedgasse 7 verbunden, der Eingang befindet sich im Haus Unterer Stadtplatz 7a. | BDA-Hist.: Q38006367 Status: Bescheid Stand der BDA-Liste: 2025-06-30 Name: Bürgerhaus GstNr.: .238                                                                                                   |
| ja    | Datei hochladen | Bürgerhaus HERIS-ID: 43987 Objekt-ID: 44682 TKK: 70302                                                                                  | Schmiedgasse 6 Standort KG: Hall                                  | Das schmale, fünfgeschoßige Gebäude mit Walmdach und dreitöpfiger Hängedachrinne stammt im Kern aus dem 16. Jahrhundert. Die zweiachsige Straßenfassade ist durch ein tief eingeschnittenes, abgefastes Rundbogenportal und einen Rechteckerker im ersten Obergeschoß gegliedert. | BDA-Hist.: Q38006378 Status: Bescheid Stand der BDA-Liste: 2025-06-30 Name: Bürgerhaus GstNr.: .195                                                                                                   |
| ja    | Datei hochladen | Bürgerhaus HERIS-ID: 39197 Objekt-ID: 38913 TKK: 70303                                                                                  | Schmiedgasse 7 Standort KG: Hall                                  | Das viergeschoßige Gebäude mit mächtigem, traufseitig zur Straße angelegtem Satteldach stammt aus dem zweiten Drittel des 14. Jahrhunderts. Die unregelmäßig gegliederte, breite Straßenfassade weist zum Unteren Stadtplatz (Bürgerhaus, Unterer Stadtplatz 7a). Im Inneren haben sich gotische Baudetails erhalten. Anmerkung: u. U. doppelt unter Bürgerhaus, Unterer Stadtplatz 7a | BDA-Hist.: Q37988047 Status: Bescheid Stand der BDA-Liste: 2025-06-30 Name: Bürgerhaus GstNr.: .236/1, .237/2                                                                                         |
| ja    | Datei hochladen | Bürgerhaus HERIS-ID: 43988 Objekt-ID: 44683 TKK: 70304                                                                                  | Schmiedgasse 8 Standort KG: Hall                                  | Das viergeschoßige, zweiachsige Gebäude mit Grabendach stammt im Kern aus dem 16. Jahrhundert. Im Erdgeschoß befindet sich eine tief eingeschnittene Türöffnung mit Segmentbogenabschluss. Das Haus ist mit dem Nachbarhaus Schmiedgasse 6 durch Schwibbögen verbunden. | BDA-Hist.: Q38006388 Status: Bescheid Stand der BDA-Liste: 2025-06-30 Name: Bürgerhaus GstNr.: .196                                                                                                   |
| ja    | Datei hochladen | Bürgerhaus HERIS-ID: 43989 Objekt-ID: 44684 TKK: 70305                                                                                  | Schmiedgasse 9 Standort KG: Hall                                  | Das viergeschoßige Gebäude stammt im Kern aus dem 16. Jahrhundert. Die zweiachsige Nordfassade ist durch zwei zweigeschoßige, dreiseitige Polygonalerker und ein Reliefmedaillon Mariahilf aus der ersten Hälfte des 18. Jahrhunderts gegliedert. An der ebenfalls zweiachsigen Ostfassade befinden sich zwei rundbogig geschlossene Portale. | BDA-Hist.: Q38006398 Status: Bescheid Stand der BDA-Liste: 2025-06-30 Name: Bürgerhaus GstNr.: .234                                                                                                   |
| ja    | Datei hochladen | Bürgerhaus HERIS-ID: 39198 Objekt-ID: 38914 TKK: 70306                                                                                  | Schmiedgasse 10 Standort KG: Hall                                 | Das aus dem 16. Jahrhundert stammende Eckhaus über unregelmäßigem Grundriss weist ein flaches Satteldach und einen Blendgiebel auf. Die unregelmäßige dreiachsige Fassade zur Schmiedgasse ist durch einen langen Erdbebenpfeiler, einen dreiseitigen Polygonalerker und ein abgefastes Rundbogenportal aus Nagelfluh gegliedert. Im Inneren haben sich wertvolle Baudetails wie eine Wendeltreppe erhalten. | BDA-Hist.: Q37988057 Status: Bescheid Stand der BDA-Liste: 2025-06-30 Name: Bürgerhaus GstNr.: .197                                                                                                   |
| ja    | Datei hochladen | Bürgerhaus HERIS-ID: 43990 Objekt-ID: 44685 TKK: 70307                                                                                  | Schmiedgasse 11 Standort KG: Hall                                 | Das schmale, viergeschoßige Gebäude stammt im Kern aus dem 16. Jahrhundert. Die zweiachsige Fassade zur Schmiedgasse weist einen dreiseitigen Rechteckerker auf. Die Fassade am Unteren Stadtplatz wurde 1934 durch Fritz Müller und Hans Pittracher vollständig erneuert und gilt als eines der besten Beispiele guter Zwischenkriegs-Architektur in Tirol. | BDA-Hist.: Q38006407 Status: Bescheid Stand der BDA-Liste: 2025-06-30 Name: Bürgerhaus GstNr.: .233                                                                                                   |
| ja    | Datei hochladen | Bürgerhaus HERIS-ID: 43991 Objekt-ID: 44686 TKK: 70308                                                                                  | Schmiedgasse 12 Standort KG: Hall                                 | Das viergeschoßiges Eckhaus mit Walmdach stammt im Kern aus dem 16. Jahrhundert. Die Fassaden sind unregelmäßig gegliedert, an der Ecke zur Marktgasse befindet sich ein kaum wahrnehmbarer dreiseitiger Polygonalerker. In den Erdgeschoßzonen befinden sich gotische Mauerausbrüche. Im Inneren haben sich gotische Baudetails erhalten. | BDA-Hist.: Q38006417 Status: Bescheid Stand der BDA-Liste: 2025-06-30 Name: Bürgerhaus GstNr.: .198                                                                                                   |
| ja    | Datei hochladen | Bürgerhaus HERIS-ID: 43992 Objekt-ID: 44687 TKK: 70309                                                                                  | Schmiedgasse 13 Standort KG: Hall                                 | Das viergeschoßige Gebäude mit traufseitig zur Straße angelegtem Satteldach stammt im Kern aus dem 16. Jahrhundert Die vier- bis fünfachsige Straßenfassade ist durch einen dreiseitigen Polygonalerker im dritten Obergeschoß, ein abgefastes Rundbogenportal sowie große Segmentbogenöffnungen im Erdgeschoß gegliedert. Im Inneren finden sich Tonnengewölbe mit Stichkappen. | BDA-Hist.: Q38006428 Status: Bescheid Stand der BDA-Liste: 2025-06-30 Name: Bürgerhaus GstNr.: .224                                                                                                   |
| ja    | Datei hochladen | Bürgerhaus HERIS-ID: 43993 Objekt-ID: 44688 TKK: 70310                                                                                  | Schmiedgasse 14 Standort KG: Hall                                 | Das fünfgeschoßige Gebäude mit Grabendach stammt im Kern aus dem 16. Jahrhundert. Die zwei- bis dreiachsige Straßenfassade ist durch eine Segment- und eine Rundbogenöffnung im Erdgeschoß und bis über das Erdgeschoß reichende Erdbebenpfeiler gegliedert. Über dem Eingangsportal befindet sich ein kleines Tonrelief mit Darstellung des hl. Florian. Im Inneren haben sich Gewölbe, ein Steinbrunnen und weitere Baudetails erhalten. | BDA-Hist.: Q38006437 Status: Bescheid Stand der BDA-Liste: 2025-06-30 Name: Bürgerhaus GstNr.: .199                                                                                                   |
| ja    | Datei hochladen | Bürgerhaus HERIS-ID: 43994 Objekt-ID: 44689 TKK: 70311                                                                                  | Schmiedgasse 16 Standort KG: Hall                                 | Das fünfgeschoßige, dreiachsige Gebäude mit gerader Stirnmauer stammt im Kern aus dem 16. Jahrhundert. Im Dachgeschoß befinden sich drei kleine Ochsenaugen, im Erdgeschoß tief eingeschnittenes, abgefastes Rundbogenportal mit abgestufter Laibung. Das Innere weist Stichkappengewölbe und eine Wendeltreppe auf. Zwischen den Häusern Schmiedgasse 16 und 18 befindet sich ein Lichtschacht. | BDA-Hist.: Q38006447 Status: Bescheid Stand der BDA-Liste: 2025-06-30 Name: Bürgerhaus GstNr.: .200                                                                                                   |
| ja    | Datei hochladen | Bürgerhaus HERIS-ID: 43995 Objekt-ID: 44690 TKK: 70312                                                                                  | Schmiedgasse 18 Standort KG: Hall                                 | Das fünfgeschoßige Gebäude mit gerade abgeschlossener Fassade und dahinter liegendem Grabendach stammt im Kern aus dem 16. Jahrhundert. Die dreiachsige Straßenfassade ist durch einen zweigeschoßigen Polygonalerker und drei Maueröffnungen im Erdgeschoß gegliedert. Im Inneren befindet sich eine Wendeltreppe. | BDA-Hist.: Q38006457 Status: Bescheid Stand der BDA-Liste: 2025-06-30 Name: Bürgerhaus GstNr.: .205                                                                                                   |
| ja    | Datei hochladen | Bürgerhaus HERIS-ID: 43996 Objekt-ID: 44691 TKK: 70313                                                                                  | Schmiedgasse 20 Standort KG: Hall                                 | Das viergeschoßige, zwei- bis vierachsige Gebäude mit Grabendach stammt im Kern aus dem 16. Jahrhundert. Die unregelmäßige Straßenfassade ist mit vier segmentbogig geschlossenen Maueröffnungen im Erdgeschoß und einem zweigeschoßigen Polygonalerker gegliedert. | BDA-Hist.: Q38006465 Status: Bescheid Stand der BDA-Liste: 2025-06-30 Name: Bürgerhaus GstNr.: .206                                                                                                   |
| ja    | Datei hochladen | Bürgerhaus HERIS-ID: 43997 Objekt-ID: 44692 TKK: 70314                                                                                  | Schmiedgasse 22 Standort KG: Hall                                 | Das viergeschoßige Gebäude mit flachem Satteldach und Blendgiebel stammt im Kern aus dem 16. Jahrhundert. Die fünfachsige Straßenfassade ist durch zwei zweiachsige, dreiseitige Polygonalerker, vier segmentbogige Dachbodenfenster im Giebel und ein abgefastes Rundbogenportal aus Kramsacher Marmor im Erdgeschoß gegliedert. Im Inneren haben sich trotz späterer Umbauten künstlerisch bedeutende Baudetails erhalten. | BDA-Hist.: Q38006472 Status: Bescheid Stand der BDA-Liste: 2025-06-30 Name: Bürgerhaus GstNr.: .207                                                                                                   |
| ja    | Datei hochladen | Bürgerhaus HERIS-ID: 43998 Objekt-ID: 44693 TKK: 70315                                                                                  | Schmiedgasse 24 Standort KG: Hall                                 | Das langgestreckte viergeschoßige Gebäude mit traufseitig zur Straße angelegtem Satteldach über breiter Hohlkehle stammt im Kern aus dem zweiten Drittel des 14. Jahrhunderts. Die unregelmäßige sechs- bzw. achtachsige Fassade ist mit zwei eingeschoßigen, dreiseitigen Polygonalerkern sowie mehreren rund- und segmentbogig geschlossenen Maueröffnungen im Erdgeschoß gegliedert. Das Innere wurde teilweise erneuert, im doppelläufiges Stiegenhaus mit Lichtschacht befindet sich ein spätbarockes Deckenfresko mit Darstellung der hll. Maria, Sebastian, Christophorus und Florian aus der Zeit um 1725. | BDA-Hist.: Q38006479 Status: Bescheid Stand der BDA-Liste: 2025-06-30 Name: Bürgerhaus GstNr.: .210                                                                                                   |
| ja    | Datei hochladen | Bürgerhaus HERIS-ID: 43999 Objekt-ID: 44694 TKK: 70316                                                                                  | Schmiedgasse 26 Standort KG: Hall                                 | Das viergeschoßige, zweiachsige Gebäude mit eingeschoßigem Polygonalerker im ersten Obergeschoß stammt im Kern aus dem 16. Jahrhundert. Das Innere weist ein Stichkappengewölbe im Erdgeschoß und einen durchgehenden Lichtschacht auf. | BDA-Hist.: Q38006491 Status: Bescheid Stand der BDA-Liste: 2025-06-30 Name: Bürgerhaus GstNr.: .221                                                                                                   |
| ja    | Datei hochladen | Bürgerhaus HERIS-ID: 44000 Objekt-ID: 44695 TKK: 70317                                                                                  | Schmiedgasse 28 Standort KG: Hall                                 | Das viergeschoßige Eckhaus stammt im Kern aus dem 16. Jahrhundert. Die zweiachsige Fassade zur Schmiedgasse ist mit einem eingeschoßigen Polygonalerker gegliedert. An der der vierachsigen Westfassade befindet sich ein bis zum zweiten Obergeschoß reichender Anbau mit Arkadengang. | BDA-Hist.: Q38006501 Status: Bescheid Stand der BDA-Liste: 2025-06-30 Name: Bürgerhaus GstNr.: .220                                                                                                   |
| ja    | Datei hochladen | Bürgerhaus HERIS-ID: 39199 Objekt-ID: 38915 TKK: 70318                                                                                  | Schmiedtorgasse 1 Standort KG: Hall                               | Das dreigeschoßige Eckhaus über unregelmäßig trapezförmigem Grundriss mit steilem Grabendach stammt aus dem 16. Jahrhundert. Die unregelmäßig gegliederte, schmucklose Fassade zur Schmiedtorgasse weist zwei quadratische Dachbodenfenster, einen verputzten sowie einen bis zum Obergeschoß reichenden Erdbebenpfeiler aus Nagelfluh und ein einfaches Rechteckportal auf. An der zweiachsigen Fassade zur Schmiedgasse befinden sich ein zweigeschoßiger, dreiseitiger Polygonalerker und ein einfaches Rechteckportal. Im Inneren haben sich gotische Baudetails wie Gewölbe und Holzbalkendecken erhalten. | BDA-Hist.: Q37988066 Status: Bescheid Stand der BDA-Liste: 2025-06-30 Name: Bürgerhaus GstNr.: .229                                                                                                   |
| ja    | Datei hochladen | Bürgerhaus HERIS-ID: 39200 Objekt-ID: 38916 TKK: 70319                                                                                  | Schmiedtorgasse 2 Standort KG: Hall                               | Das im Kern aus dem 16. Jahrhundert stammende Eckhaus ist im 18. Jahrhundert als Gasthaus „Wilder Mann“ belegt. 1896–1903 wurden Fensteröffnungen ausgebrochen und der Dachstuhl gehoben. 1932 wurde im Erdgeschoß eine Branntweinbrennerei eingerichtet, 1977 wurde das Dachgeschoß ausgebaut. Die drei sichtbaren Fassaden sind relativ schmucklos, die Ostfassade ist durch einen kleinen, dreiseitigen Erker gegliedert. Das Innere wurde teilweise umgebaut. | BDA-Hist.: Q37988075 Status: Bescheid Stand der BDA-Liste: 2025-06-30 Name: Bürgerhaus GstNr.: .225                                                                                                   |
| ja    | Datei hochladen | Bürgerhaus HERIS-ID: 44001 Objekt-ID: 44696 TKK: 70320                                                                                  | Schmiedtorgasse 3 Standort KG: Hall                               | Das dreigeschoßige, dreiachsige Gebäude stammt im Kern aus dem 16. Jahrhundert. Die Fassade ist durch einen zweigeschoßigen Polygonalerker und Ochsenaugenöffnungen im Dachgeschoß gegliedert. Die Fenster weisen zum Teil noch Tiroler Laibungen auf. Das Haus ist mit dem Nachbarhaus Schmiedtorgasse 5 durch einen gemeinsamen, neu gestalteten Eingangsbereich verbunden. | BDA-Hist.: Q38006510 Status: Bescheid Stand der BDA-Liste: 2025-06-30 Name: Bürgerhaus GstNr.: .230                                                                                                   |
| ja    | Datei hochladen | Bürgerhaus, Faistenberger-Haus, Rädermacher-Haus HERIS-ID: 39201 Objekt-ID: 38917 TKK: 70321                                            | Schmiedtorgasse 4 Standort KG: Hall                               | Das schmale, dreigeschoßige Eckhaus mit Satteldach stammt im Kern aus dem 16. Jahrhundert und wurde im 18. Jahrhundert barock umgestaltet. Die Fassade zum Unteren Stadtplatz ist zweiachsig und eine der wenigen neubarocken Fassaden der Stadt. Sie zeigt eine von einem profilierten Gesims eingerahmte Stirnmauer mit schön geschwungenem Rundgiebel, ein querovales Rundbogenfenster in der Mitte des Aufsatzes und einen fünfseitigen, mehrfach profilierten Polygonalerker an der Südostecke. An den beiden Hauskanten befinden sich bis zum ersten Obergeschoß reichende Erdbebenstützen aus Nagelfluh. Die Fassade zur Schmiedtorgasse ist schmucklos gestaltet. | BDA-Hist.: Q37988086 Status: Bescheid Stand der BDA-Liste: 2025-06-30 Name: Bürgerhaus, Faistenberger-Haus, Rädermacher-Haus GstNr.: .228                                                             |
| ja    | Datei hochladen | Bürgerhaus HERIS-ID: 106210 Objekt-ID: 123327 TKK: 70322                                                                                | Schmiedtorgasse 5 Standort KG: Hall                               | Das dreigeschoßige Gebäude stammt im Kern aus dem 14. Jahrhundert, wurde 1852–1856 umgebaut und 1988 im Zuge eines Geschäftsumbaues in der Sockelzone wesentlich verändert. Das horizontal genutete Erdgeschoß wird durch ein durchlaufendes Gesims abgeschlossen. Die hochrechteckigen Fenster zeigen ein profiliertes Steingewände. Das Haus ist mit dem Nachbarhaus Schmiedtorgasse 5 durch einen gemeinsamen, neu gestalteten Eingangsbereich verbunden. | BDA-Hist.: Q37807184 Status: Bescheid Stand der BDA-Liste: 2025-06-30 Name: Bürgerhaus GstNr.: .231                                                                                                   |
| ja    | Datei hochladen | Volksschule Stiftsplatz, ehem. Jesuitengymnasium HERIS-ID: 44002 Objekt-ID: 44697 TKK: 70323                                            | Schulgasse 1 Standort KG: Hall                                    | Das Gebäude wurde 1709–1718 für das 1573 gegründete Jesuitengymnasium erbaut, heute beherbergt es die Volksschule am Stiftsplatz. Die Fassaden des dreigeschoßigen Gebäudes mit Satteldach sind durch barocke Fensterfaschen und drei Barockportale aus Nagelfluh gegliedert. Im ersten und zweiten Obergeschoß befindet sich der ehemalige Theatarsaal, dieser ist mit Gesimsen, Blattwerkfries, barocken Stuckaturen und Wandmalereien gestaltet und durch ein Muldengewölbe abgeschlossen. | BDA-Hist.: Q38006519 Status: Bescheid Stand der BDA-Liste: 2025-06-30 Name: Volksschule Stiftsplatz, ehem. Jesuitengymnasium GstNr.: .146 Hall in Tirol, Volksschule Stiftsplatz                      |
| ja    | Datei hochladen | Ehem. Damenstift, ehem. Burg Sparberegg HERIS-ID: 44003 Objekt-ID: 44698 TKK: 70324, 121251                                             | Schulgasse 2 Standort KG: Hall                                    | Das Haller Damenstift wurde 1566 durch Ferdinand II. gegründet und 1567–1569 nach Plänen von Giovanni Lucchese anstelle der ehemaligen landesfürstlichen Burg Sparberegg erbaut. Der dreigeschoßige Bau weist reich gegliederte, barocke Tore, üppig stuckierte Fenster von 1691/1692, einen Renaissance-Kreuzgang, ein spätgotisches Portal und Kreuzgratgewölbe auf. Im ersten Obergeschoß befindet sich eine Kapelle mit Stuckmedaillons vom Anfang des 17. Jahrhunderts. | BDA-Hist.: Q1571581 Status: Bescheid Stand der BDA-Liste: 2025-06-30 Name: Ehem. Damenstift, ehem. Burg Sparberegg GstNr.: .260, 38 Haller Damenstift                                                 |
| ja    | Datei hochladen | Stiftskirche, Basilika Herz Jesu HERIS-ID: 44013 Objekt-ID: 44709 TKK: 70348                                                            | neben Schulgasse 2 Standort KG: Hall                              | Die Kirche des 1566 gegründeten Damenstifts wurde 1570 geweiht und nach dem großen Erdbeben 1691 in barocker Form erneuert. Die Hauptfassade des barockisierten Renaissancebaus ist mit ionischen Pilastern, reichem Stuckdekor, drei Figurennischen im Giebel und einem marmornen Renaissanceportal von Alexander Colin gegliedert. Der vierjochige Innenraum weist ein Langhaus mit Stichkappentonne und einen stark eingezogenen Chor mit Klostergewölbe auf und ist mit Marmorpilastern von 1570 und ein hohes verkröpftes Gebälk gegliedert. Die Fresken an der Langhausnordwand wurden 1919 von Emanuel Raffeiner geschaffen. | BDA-Hist.: Q1507114 Status: Bescheid Stand der BDA-Liste: 2025-06-30 Name: Stiftskirche, Basilika Herz Jesu GstNr.: .259 Herz-Jesu-Basilika, Hall in Tirol                                            |
| ja    | Datei hochladen | Bürgerhaus HERIS-ID: 44004 Objekt-ID: 44700 TKK: 70325                                                                                  | Schulgasse 3 Standort KG: Hall                                    | Das schmale, fünfgeschoßige Gebäude mit Walmdach stammt im Kern aus dem 16. Jahrhundert. Die Straßenfassade ist durch ein tief eingeschnittenes Rundbogenportal und einen neueren Geschäftseingang mit Segmentbogenabschluss in der Sockelzone sowie eine zweitöpfige Hängedachrinne gegliedert. | BDA-Hist.: Q38006554 Status: Bescheid Stand der BDA-Liste: 2025-06-30 Name: Bürgerhaus GstNr.: .144                                                                                                   |
| ja    | Datei hochladen | Ehem. Jesuitenkollegium HERIS-ID: 39101 Objekt-ID: 38810 TKK: 70326                                                                     | Schulgasse 4 Standort KG: Hall                                    | 1571 stiftete Erzherzogin Magdalena das Jesuitenkloster zur Betreuung des benachbarten Damenstifts. Der nördlich an die Jesuitenkirche anschließende langgestreckte Baukomplex mit Flügel in der Milserstraße und rückwärtigem Trakt zum Stadtgraben wurde 1671–1684 barockisiert. Die Fassaden weisen ohrengerahmte Fenster und ein steinernes, rundbogig gerahmtes Westportal vom Ende des 17. Jahrhunderts auf. Im Inneren haben sich kreuzgewölbte Gänge und weitere Bau- und Ausstattungsdetails erhalten. | BDA-Hist.: Q37987141 Status: Bescheid Stand der BDA-Liste: 2025-06-30 Name: Ehem. Jesuitenkollegium GstNr.: .261                                                                                      |
| ja    | Datei hochladen | Allerheiligenkirche, ehem. Jesuitenkirche HERIS-ID: 106211 Objekt-ID: 123328 TKK: 70329                                                 | bei Schulgasse 4 Standort KG: Hall                                | Die Kirche wurde 1571 von Erzherzogin Magdalena zur geistlichen Betreuung des benachbarten Damenstifts gestiftet. 1608–1610 wurde die Kirche nach dem Vorbild der Jesuitenkirche in Konstanz erbaut und 1684 barock umgestaltet. Die Eingangsfassade mit Langpassfenstern ist durch Gesimse horizontal gegliedert und weist einen geschwungenen, geknickten Giebel mit Knorpelstuckwerk und ein von Säulen flankiertes Portal aus rotem Marmor von 1610 mit gesprengtem Volutengiebel auf. Die Statuen an der Fassade wurden 1653 von Michael Gasser geschaffen. Der einschiffige Innenraum besteht aus einem fünfjochigen Langhaus und einem zweijochigen Chor mit eingezogener Apsis, Tonnengewölbe und Stichkappen. Er weist rundbogige Seitennischen und Stuckaturen von 1653 auf. | BDA-Hist.: Q1688327 Status: Bescheid Stand der BDA-Liste: 2025-06-30 Name: Allerheiligenkirche, ehem. Jesuitenkirche GstNr.: .261 Jesuitenkirche (Hall in Tirol)                                      |
| ja    | Datei hochladen | Bürgerhaus HERIS-ID: 44005 Objekt-ID: 44701 TKK: 70327                                                                                  | Schulgasse 5 Standort KG: Hall                                    | Das fünfgeschoßige Gebäude mit Walmdach stammt im Kern aus dem 16. Jahrhundert. Die Fassade ist durch einen dreiseitigen, zweigeschoßigen Polygonalerker in der Mittelachse, einen abgefasten segmentbogig geschlossenen Eingang und einen Geschäftseingang mit Breccieverkleidung gegliedert. | BDA-Hist.: Q38006564 Status: Bescheid Stand der BDA-Liste: 2025-06-30 Name: Bürgerhaus GstNr.: .143                                                                                                   |
| ja    | Datei hochladen | Bezirksgericht, ehem. Jesuitenkollegium HERIS-ID: 39202 Objekt-ID: 38918 TKK: 70328                                                     | Schulgasse 6 Standort KG: Hall                                    | Der nördliche Teil des 1571 gestifteten und 1671–1684 barockisierten Jesuitenklosters diente nach der Aufhebung des Klosters von 1773 bis 1945 als Stadtkaserne und beherbergt heute das Bezirksgericht und Grundbuchamt. Der dreigeschoßige, U-förmige Baukomplex mit Satteldach und regelmäßiger Fassadengliederung umschließt einen Innenhof. An der Westfassade befindet sich ein steinernes, mit Pilastern und Gebälk gerahmtes, reich bekröntes Rundbogenportal mit dreischiffiger Durchfahrt. | BDA-Hist.: Q37988097 Status: Bescheid Stand der BDA-Liste: 2025-06-30 Name: Bezirksgericht, ehem. Jesuitenkollegium GstNr.: .263                                                                      |
| ja    | Datei hochladen | Bürgerhaus HERIS-ID: 44039 Objekt-ID: 44736 TKK: 70394                                                                                  | Sparkassengassl 1 Standort KG: Hall                               | | BDA-Hist.: Q38006893 Status: Bescheid Stand der BDA-Liste: 2025-06-30 Name: Bürgerhaus GstNr.: .53 |
| ja    | Datei hochladen | Bürgerhaus, Doppelhaus Seidnerschlössl HERIS-ID: 39230 Objekt-ID: 38946 TKK: 70279                                                      | Speckbacherstraße 1 Standort KG: Hall                             | | BDA-Hist.: Q37988118 Status: Bescheid Stand der BDA-Liste: 2025-06-30 Name: Bürgerhaus, Doppelhaus Seidnerschlössl GstNr.: .380                                                                       |
| ja    | Datei hochladen | Stadtgrabenmauer beim Winkler Gut HERIS-ID: 46368 Objekt-ID: 48261 TKK: 70280                                                           | bei Speckbacherstraße 4 Standort KG: Hall                         | Die Grabenmauer, die das Winklerareal im Osten begrenzt, ist Teil der im 14. Jahrhundert angelegten und bis ins 17. Jahrhundert kontinuierlich ausgebauten Stadtbefestigung. Die drei Meter hohe Mauer ist aus großen Kalksteinbrocken in gut erkennbarer Schichtenlage aufgebaut und mit feinem Steinwerk durchsetzt. | BDA-Hist.: Q38020899 Status: Bescheid Stand der BDA-Liste: 2025-06-30 Name: Stadtgrabenmauer beim Winkler Gut GstNr.: 192                                                                             |
| ja    | Datei hochladen | Frösche-Brunnen HERIS-ID: 109840 Objekt-ID: 127477 TKK: 115607                                                                          | Stadtgraben Standort KG: Hall                                     | Der steinerne Brunnen wurde im zweiten Viertel des 20. Jahrhunderts von Bruno Costa geschaffen und 1999 restauriert und neu aufgestellt. Er besteht aus einem nach vorne hin ausgerundeten Becken und einer Stele, mit drei kleinen Knabenskulpturen, die auf drei am Beckenrand sitzende Bronzefrösche blicken. | BDA-Hist.: Q37815631 Status: § 2a Stand der BDA-Liste: 2025-06-30 Name: Frösche-Brunnen GstNr.: 945/1                                                                                                 |
| ja    | Datei hochladen | ehem. Schüsseldrahner-Haus/Rädermacher-Haus/Haus nächst Schmiedtor HERIS-ID: 11725 Objekt-ID: 7836 TKK: 70334                           | Stadtgraben 2 Standort KG: Hall                                   | Das Rädermacherhaus ist ein dreigeschoßiges, nach drei Seiten freistehendes Wohnhaus über rechteckigem Grundriss mit gewaltigen Proportionen und flachem Walmdach. Der Baukern stammt aus dem 16. Jahrhundert. Die sechsachsige Hauptfassade zum Stadtgraben hat ein breit abgefastes Rundbogenportal als Kellereingang, einen schwach vorspringenden Erdbebenpfeiler, segmentbogig geschlossene Nagelfluhöffnungen und ein Korbbogenportal im Erdgeschoß. Im Giebel mehrere Zwickelfensterchen, zum Dach eine breite, profilierte Hohlkehle. Das Kellergeschoß hat ein stichkappengegliedertes Tonnengewölbe, im Inneren weiters Rundbögen, Wandnischen und Balkendecken. Identadresse: Schmiedgasse 30 | BDA-Hist.: Q38110634 Status: Bescheid Stand der BDA-Liste: 2025-06-30 Name: ehem. Schüsseldrahner-Haus/Rädermacher-Haus/Haus nächst Schmiedtor GstNr.: .218/1, .218/2                                 |
| ja    | Datei hochladen | Bürgerhaus, ehem. Schüsseldrahner-Haus, später Rädermacher-Haus oder Haus nächst Schmiedtor HERIS-ID: 44006 Objekt-ID: 44702 TKK: 70334 | Stadtgraben 4 Standort KG: Hall                                   | | BDA-Hist.: Q38006573 Status: Bescheid Stand der BDA-Liste: 2025-06-30 Name: Bürgerhaus, ehem. Schüsseldrahner-Haus, später Rädermacher-Haus oder Haus nächst Schmiedtor GstNr.: .217                  |
| ja    | Datei hochladen | Bürgerhaus, ehem. Gasthaus zum Stern HERIS-ID: 39231 Objekt-ID: 38948 TKK: 70336                                                        | Stadtgraben 6 Standort KG: Hall                                   | Das dreigeschoßige, mächtige Gebäude über unregelmäßigem Grundriss mit Walmdach stammt im Kern aus dem zweiten Drittel des 14. Jahrhunderts. Die Fassade ist durch Erdbebenpfeiler, rundbogig- bzw. korbbogig geschlossene Portale und Hohlkehlen gegliedert. An der Gartenseite befindet sich ein Renaissancetor. | BDA-Hist.: Q37988128 Status: Bescheid Stand der BDA-Liste: 2025-06-30 Name: Bürgerhaus, ehem. Gasthaus zum Stern GstNr.: .216                                                                         |
| ja    | Datei hochladen | Speckbacher-Denkmal HERIS-ID: 11733 Objekt-ID: 7846 TKK: 70278                                                                          | nördlich Stadtgraben 6 Standort KG: Hall                          | Das monumentale Denkmal für den Freiheitskämpfer Josef Speckbacher wurde 1908 aufgestellt. Die überlebensgroße Bronzeplastik von Ludwig Penz zeigt Speckbacher mit seinem Sohn Andrä. | BDA-Hist.: Q38110979 Status: § 2a Stand der BDA-Liste: 2025-06-30 Name: Speckbacher-Denkmal GstNr.: 973/1                                                                                             |
| ja    | Datei hochladen | Franziskanerkloster HERIS-ID: 55411 Objekt-ID: 64060 TKK: 70337                                                                         | Stadtgraben 7 Standort KG: Hall                                   | Das 1644 gegründete Kloster ist ein schlichter zweigeschoßiger und aus mehreren Objekten zusammengesetzter Bau, der mehrmals verändert und nach einem Brand 1760 erneuert wurde. Der barocke Kreuzgang mit kreuzgratgewölbten Pfeilerarkaden ist mit Gemälden von Christoph Anton Mayr geschmückt, die das Leben, Sterben und Nachwirken des hl. Franziskus darstellen. | BDA-Hist.: Q1450329 Status: § 2a Stand der BDA-Liste: 2025-06-30 Name: Franziskanerkloster GstNr.: .385/1, 242/3, 202/1, .385/2 Franziskanerkloster Hall in Tirol                                     |
| ja    | Datei hochladen | Franziskanerkirche Maria von den hll. Engeln HERIS-ID: 106614 Objekt-ID: 123806 TKK: 70338                                              | bei Stadtgraben 7 Standort KG: Hall                               | Die 1644 erbaute Klosterkirche wurde nach dem Brand 1760 erneuert und im 19. Jahrhundert neuromanisch umgestaltet. Der schlichte Saalbau mit eingezogenem Chor und Dachreiter mit Zwiebelhaube weist an der Westfassade einen Dreieckgiebel und ein rundbogiges Steinportal aus dem zweiten Viertel des 17. Jahrhunderts auf. Der dreijochige Innenraum ist mit flachen Pilastern gegliedert und im Langhaus mit einem Stichkappengewölbe, im Chor mit einem Tonnengewölbe mit Stichkappen und unter der Westempore mit einem Kreuzgratgewölbe gedeckt. Die Fresken mit Szenen aus dem Leben der hl. Franziskus und Antonius wurden 1921–1929 von Josef Bachlechner dem Älteren und Franz Xaver Fuchs geschaffen. | BDA-Hist.: Q64487531 Status: § 2a Stand der BDA-Liste: 2025-06-30 Name: Franziskanerkirche Maria von den hll. Engeln GstNr.: .386 Franziskanerkirche (Hall in Tirol)                                  |
| ja    | Datei hochladen | Franziskanerfriedhof HERIS-ID: 106622 Objekt-ID: 123814 TKK: 70339                                                                      | bei Stadtgraben 7 Standort KG: Hall                               | Der nördlich des Franziskanerklosters gelegene Friedhof wurde vermutlich zeitgleich mit Kloster und Kirche um 1644 angelegt. Er ist von einer Mauer umgeben und beherbergt die Gräber der Patres und ein steinernes Denkmal aus dem 19. Jahrhundert mit sechseckigen Eckpilastern und einer Skulptur des hl. Franziskus. | BDA-Hist.: Q37808221 Status: § 2a Stand der BDA-Liste: 2025-06-30 Name: Franziskanerfriedhof GstNr.: 202/2                                                                                            |
| ja    | Datei hochladen | Bürgerhaus HERIS-ID: 44007 Objekt-ID: 44703 TKK: 70340                                                                                  | Stadtgraben 8 Standort KG: Hall                                   | | BDA-Hist.: Q38006584 Status: Bescheid Stand der BDA-Liste: 2025-06-30 Name: Bürgerhaus GstNr.: .60/2                                                                                                  |
| ja    | Datei hochladen | Bürgerhaus HERIS-ID: 44008 Objekt-ID: 44704 TKK: 70341                                                                                  | Stadtgraben 10 Standort KG: Hall                                  | | BDA-Hist.: Q38006594 Status: Bescheid Stand der BDA-Liste: 2025-06-30 Name: Bürgerhaus GstNr.: .550                                                                                                   |
| ja    | Datei hochladen | Bürgerhaus HERIS-ID: 44009 Objekt-ID: 44705 TKK: 70342                                                                                  | Stadtgraben 12 Standort KG: Hall                                  | | BDA-Hist.: Q38006605 Status: Bescheid Stand der BDA-Liste: 2025-06-30 Name: Bürgerhaus GstNr.: .76 |
| ja    | Datei hochladen | Bürgerhaus HERIS-ID: 44010 Objekt-ID: 44706 TKK: 70343                                                                                  | Stadtgraben 14 Standort KG: Hall                                  | | BDA-Hist.: Q38006615 Status: Bescheid Stand der BDA-Liste: 2025-06-30 Name: Bürgerhaus GstNr.: .77 |
| ja    | Datei hochladen | Bürgerhaus HERIS-ID: 44011 Objekt-ID: 44707 TKK: 70344                                                                                  | Stadtgraben 16 Standort KG: Hall                                  | | BDA-Hist.: Q38006626 Status: Bescheid Stand der BDA-Liste: 2025-06-30 Name: Bürgerhaus GstNr.: .80/2                                                                                                  |
| ja    | Datei hochladen | Ehem. Kurmittelhaus HERIS-ID: 55409 Objekt-ID: 64056 TKK: 70345                                                                         | Stadtgraben 17 Standort KG: Hall                                  | Das zweigeschoßige, kubische Gebäude wurde 1930–1931 nach Plänen von Hans Illmer errichtet. Ein niedriger horizontaler Baukörper mit Arkaden im Erdgeschoß ist mit einem mehrgeschoßigen, turmartigen Block an der Eckfront verbunden. Die Innenräume weisen eine bedeutende künstlerische Ausstattung auf. 1978 wurde das Gebäude nach Plänen von Hans Loch zu einem Veranstaltungszentrum umgebaut. | BDA-Hist.: Q38065365 Status: § 2a Stand der BDA-Liste: 2025-06-30 Name: Ehem. Kurmittelhaus GstNr.: .702                                                                                              |
| ja    | Datei hochladen | Gasthaus Geisterburg, ehem. Zeughaus HERIS-ID: 44012 Objekt-ID: 44708 TKK: 70346                                                        | Stadtgraben 18 Standort KG: Hall                                  | | BDA-Hist.: Q38006637 Status: Bescheid Stand der BDA-Liste: 2025-06-30 Name: Gasthaus Geisterburg, ehem. Zeughaus GstNr.: .82                                                                          |
| ja    | Datei hochladen | Mosaik von Max Weiler am ehem. Rettungsheim HERIS-ID: 66458 Objekt-ID: 79340 TKK: 70347                                                 | Stadtgraben 21 Standort KG: Hall                                  | Das über Eck gehende handgesetzte Mosaik wurde 1956 von Max Weiler geschaffen und beim Abriss des Gebäudes abgenommen und auf dem 2008 errichteten Neubau wieder angebracht. Es zeigt an der Westseite ein Kreuz als Symbol des Roten Kreuzes, darüber eine abstrakte Figur, die sich auf den hl. Martin auf Pferd als Zeichen der Menschlichkeit beziehen könnte, auf der Südseite das Haller Stadtwappen. | BDA-Hist.: Q38112938 Status: Bescheid Stand der BDA-Liste: 2025-06-30 Name: Mosaik von Max Weiler am ehem. Rettungsheim GstNr.: .835 Mosaic Komposition                                               |
| ja    | Datei hochladen | Ansitz Breitenau, Kapeller-Schlössl HERIS-ID: 39232 Objekt-ID: 38949 TKK: 115604                                                        | Stadtgraben 31 Standort KG: Hall                                  | Das ansitzartige Gebäude mit Walmdach geht ins Mittelalter zurück. Die Fassaden sind regelmäßig gegliedert, über den großen Fenstern finden sich Reste von Fassadenmalerei (um 1800) und vor der breiten Mittelachse eine Holzveranda (um 1880). Im Inneren haben sich bemerkenswerte Baudetails erhalten, darunter einfache Stuckdecken und Zierleisten, Holzzintarsientüren aus dem 17. Jahrhundert sowie zwei bedeutende Räume aus dem Spätempire mit typischen ornamentalen Tapeten und Deckengemälden im Westtrakt des ersten Obergeschoßes. | BDA-Hist.: Q37988137 Status: Bescheid Stand der BDA-Liste: 2025-06-30 Name: Ansitz Breitenau, Kapeller-Schlössl GstNr.: .419/2                                                                        |
| ja    | Datei hochladen | Villa des Leopoldinum HERIS-ID: 108919 Objekt-ID: 126455 TKK: 70473                                                                     | Straubstraße 5 Standort KG: Hall                                  | Die 1899 erbaute Villa des Baumeisters Peter von Stadl wurde 1912 vom Leopoldinum angekauft. Der dreigeschoßige Bau über rechteckigem Grundriss mit Walmdach schließt im Westen an das Leopoldinum an. | BDA-Hist.: Q37813812 Status: § 2a Stand der BDA-Liste: 2025-06-30 Name: Villa des Leopoldinum GstNr.: .569                                                                                            |
| ja    | Datei hochladen | Leopoldinum, Franziskanerkolleg und Schülerhort mit Hauskapelle HERIS-ID: 108920 Objekt-ID: 126456 TKK: 70472                           | Straubstraße 7 Standort KG: Hall                                  | Das Leopoldinum wurde 1902 von den Franziskanern als Internat für die Schüler des Gymnasiums gegründet und wird heute hauptsächlich als Schülerhort genutzt. Das ursprünglich zweigeschoßige Gebäude wurde 1904 um ein Geschoß erhöht und bis 1952 in mehreren Phasen erweitert. Der langgestreckte Baukörper ist im Norden und Süden durch Mittelrisalite gegliedert. Im Studiersaal findet sich ein großes Wandgemälde mit der Vogelpredigt von Carl Rieder von 1927, die Glasfenster der Hauskapelle wurden 1950 von Fred Hochschwarzer geschaffen. | BDA-Hist.: Q37813830 Status: § 2a Stand der BDA-Liste: 2025-06-30 Name: Leopoldinum, Franziskanerkolleg und Schülerhort mit Hauskapelle GstNr.: .575                                                  |
| ja    | Datei hochladen | Ansitz Aicham mit Eckpavillon und Portal der Gartenmauer HERIS-ID: 39233 Objekt-ID: 38950 TKK: 70350                                    | Sulzgassl 4 Standort KG: Hall                                     | Der Ansitz Aicham wurde im späten 15. Jahrhundert erstmals erwähnt. Durch einen Brand wurde 1760 ein Teil zerstört, das heutige Gebäude war eine Flügel des ursprünglichen Ansitzes. Das Gebäude mit einfacher, schlichter Außenarchitektur, mächtigem Walmdach und gewölbtem Durchgang zum Hof ist von einer Mauer umgeben. Im Inneren haben sich bedeutende gotische und barocke Baudetails wie Stuckleisten und Balustergeländer im Stiegenhaus aus der zweiten Hälfte des 17. Jahrhunderts erhalten. Zum Ansitz gehören das barocke Portal der Gartenmauer sowie ein Türmchen (später Gartenpavillon) mit Zeltdach und einfacher Putzgliederung als Rest des ehemaligen Mauerringes. | BDA-Hist.: Q37988157 Status: Bescheid Stand der BDA-Liste: 2025-06-30 Name: Ansitz Aicham mit Eckpavillon und Portal der Gartenmauer GstNr.: 237/1, 237/2, .405                                       |
| ja    | Datei hochladen | Bürgerhaus, ehem. Bad auf dem Graben HERIS-ID: 58974 Objekt-ID: 69888 TKK: 70353                                                        | Thurnfeldgasse 4 Standort KG: Hall                                | | BDA-Hist.: Q38085486 Status: Bescheid Stand der BDA-Liste: 2025-06-30 Name: Bürgerhaus, ehem. Bad auf dem Graben GstNr.: 266/1                                                                        |
| ja    | Datei hochladen | Bauernhaus HERIS-ID: 55398 Objekt-ID: 64041 TKK: 70354                                                                                  | Thurnfeldgasse 11 Standort KG: Hall                               | | BDA-Hist.: Q38065314 Status: § 2a Stand der BDA-Liste: 2025-06-30 Name: Bauernhaus GstNr.: .434/1 |
| ja    | Datei hochladen | Trakt I des Psychiatrischen Krankenhauses, ehem. Klarissinnenkloster HERIS-ID: 55399 Objekt-ID: 64042 TKK: 70355                        | Thurnfeldgasse 14 Standort KG: Hall                               | | BDA-Hist.: Q38065323 Status: Bescheid Stand der BDA-Liste: 2025-06-30 Name: Trakt I des Psychiatrischen Krankenhauses, ehem. Klarissinnenkloster GstNr.: 1122                                         |
| ja    | Datei hochladen | Wohnhaus, ehem. Schüttkasten HERIS-ID: 39234 Objekt-ID: 38951 TKK: 70156                                                                | Untere Lend 7 Standort KG: Hall                                   | Der freistehende, viergeschoßige ehemalige Getreidespeicher mit steilem Walmdach stammt im Baukern aus der Mitte des 15. Jahrhunderts und wird heute als Wohnhaus genutzt. Stützpfeiler reichen bis in das zweite Obergeschoß, an der Südseite ist ein Turm mit Stiegenaufgang angebaut. | BDA-Hist.: Q37988166 Status: Bescheid Stand der BDA-Liste: 2025-06-30 Name: Wohnhaus, ehem. Schüttkasten GstNr.: .473                                                                                 |
| ja    | Datei hochladen | Wohnhaus ehem. Salzstadel HERIS-ID: 39235 Objekt-ID: 38952 TKK: 70157                                                                   | Untere Lend 17 Standort KG: Hall                                  | Der mächtige, heute als Wohnhaus genutzte Bau wurde im 16. Jahrhundert als Salzstadel für die Innschifffahrt errichtet und im 19. Jahrhundert verändert. Das zweigeschoßige, gemauerte Gebäude über längsrechteckigem Grundriss weist ein sehr steiles Walmdach und eine regelmäßige Fassadengliederung auf. In der Mittelachse des Erdgeschoßes an der Südfassade befindet sich ein abgefastes Rundbogenportal, an der Nordseite ein risalitartiger Vorbau. Im Inneren haben sich gewölbte Kellerräume erhalten. | BDA-Hist.: Q37988177 Status: Bescheid Stand der BDA-Liste: 2025-06-30 Name: Wohnhaus ehem. Salzstadel GstNr.: .466                                                                                    |
| ja    | Datei hochladen | Johannes Nepomuk-Kapelle, Lend-Kapelle HERIS-ID: 104376 Objekt-ID: 121164 TKK: 70158                                                    | neben Untere Lend 22 Standort KG: Hall                            | Die Kapelle wurde 1766 an der Innlände errichtet. Die offene Barockkapelle mit Säulenvorbau, Flachkuppel und starker architektonischer Gliederung beherbergt in der Altarnische eine Rokokofigur des hl. Johannes Nepomuk. | BDA-Hist.: Q37800126 Status: § 2a Stand der BDA-Liste: 2025-06-30 Name: Johannes Nepomuk-Kapelle, Lend-Kapelle GstNr.: 541/2                                                                          |
| ja    | Datei hochladen | Barbarasäule HERIS-ID: 11728 Objekt-ID: 7841 TKK: 70376                                                                                 | bei Unterer Stadtplatz 18 Standort KG: Hall                       | Die gotische Bildsäule aus weißem Marmor wurde 1486 von der St.-Barbara-Bruderschaft errichtet und 1903 neu aufgestellt. Der weit vorkragende, quadratische Aufsatz wird von einem geschweiften Pyramidendach mit Kreuzblume bekrönt. In Vierecknischen befinden sich Reliefdarstellungen mit Kreuzigungsgruppe, Auferstehung, den hll. Barbara und Sigmund, Herzog Siegmund und dem österreichischen Bindenschild. | BDA-Hist.: Q38110769 Status: Bescheid Stand der BDA-Liste: 2025-06-30 Name: Barbarasäule GstNr.: 966/2                                                                                                |
| ja    | Datei hochladen | Bürgerhaus, Haus Locher HERIS-ID: 44014 Objekt-ID: 44710 TKK: 70357                                                                     | Unterer Stadtplatz 1 Standort KG: Hall                            | | BDA-Hist.: Q38006652 Status: Bescheid Stand der BDA-Liste: 2025-06-30 Name: Bürgerhaus, Haus Locher GstNr.: .222                                                                                      |
| ja    | Datei hochladen | Bürgerhaus, ehem. Gasthof HERIS-ID: 39236 Objekt-ID: 38953 TKK: 70358                                                                   | Unterer Stadtplatz 2 Standort KG: Hall                            | | BDA-Hist.: Q37988187 Status: Bescheid Stand der BDA-Liste: 2025-06-30 Name: Bürgerhaus, ehem. Gasthof GstNr.: .223                                                                                    |
| ja    | Datei hochladen | Bürgerhaus HERIS-ID: 44016 Objekt-ID: 44712 TKK: 70359                                                                                  | Unterer Stadtplatz 3 Standort KG: Hall                            | Das viergeschoßige, traufseitig angelegte Gebäude mit drei- bis vierachsiger Fassade stammt im Kern aus dem 14. Jahrhundert. Die querrechteckigen Fenster stammen von einem Umbau in den 1930er Jahren. Im Erdgeschoß befindet sich ein moderner Geschäftseinbau. Im Inneren haben sich gotische Baudetails erhalten. | BDA-Hist.: Q38006671 Status: Bescheid Stand der BDA-Liste: 2025-06-30 Name: Bürgerhaus GstNr.: .227                                                                                                   |
| ja    | Datei hochladen | Vereinigungsbrunnen HERIS-ID: 11730 Objekt-ID: 7843 TKK: 115608                                                                         | gegenüber Unterer Stadtplatz 3 Standort KG: Hall                  | Der Brunnen wurde 1881 nach dem Vorbild des Hochstrahlbrunnens am Wiener Schwarzenbergplatz errichtet. Er besteht aus einem Porphyrsteinkreis mit rund 10 Metern Durchmesser und einer mittig um die Strahldüsen platzierten Steingruppe. | BDA-Hist.: Q38110909 Status: § 2a Stand der BDA-Liste: 2025-06-30 Name: Vereinigungsbrunnen GstNr.: 962/2                                                                                             |
| ja    | Datei hochladen | Bürgerhaus HERIS-ID: 44015 Objekt-ID: 44711 TKK: 70360                                                                                  | Unterer Stadtplatz 4 Standort KG: Hall                            | Das langgestreckte, bis zur Schmiedgasse zurückreichende Gebäude stammt im Kern aus dem 17. Jahrhundert und wurde im 19. Jahrhundert weitgehend umgebaut. Die dreigeschoßige, dreiachsige Fassade zum Unteren Stadtplatz ist durch eine Konsolenabfolge unterhalb der gerade geschlossenen Stirnmauer gegliedert. Die zweiachsige Nordseite zur Schmiedgasse ist viergeschoßig, wobei das dritte Obergeschoß nur zwei Blindfenster aufweist. | BDA-Hist.: Q38006661 Status: Bescheid Stand der BDA-Liste: 2025-06-30 Name: Bürgerhaus GstNr.: .232                                                                                                   |
| ja    | Datei hochladen | Gasthaus Zum Goldenen Engel HERIS-ID: 39237 Objekt-ID: 38954 TKK: 70361                                                                 | Unterer Stadtplatz 5 Standort KG: Hall                            | | BDA-Hist.: Q37988198 Status: Bescheid Stand der BDA-Liste: 2025-06-30 Name: Gasthaus Zum Goldenen Engel GstNr.: .235                                                                                  |
| ja    | Datei hochladen | Bürgerhaus HERIS-ID: 44017 Objekt-ID: 44713 TKK: 70362                                                                                  | Unterer Stadtplatz 6 Standort KG: Hall                            | | BDA-Hist.: Q38006681 Status: Bescheid Stand der BDA-Liste: 2025-06-30 Name: Bürgerhaus GstNr.: .236/2                                                                                                 |
| ja    | Datei hochladen | Bürgerhaus HERIS-ID: 44018 Objekt-ID: 44714 TKK: 70363                                                                                  | Unterer Stadtplatz 7 Standort KG: Hall                            | | BDA-Hist.: Q38006691 Status: Bescheid Stand der BDA-Liste: 2025-06-30 Name: Bürgerhaus GstNr.: .236/1                                                                                                 |
| ja    | Datei hochladen | Bürgerhaus HERIS-ID: 106826 Objekt-ID: 124061 TKK: 70363                                                                                | Unterer Stadtplatz 7a Standort KG: Hall                           | Anmerkung: Situation unklar, siehe Eintrag in der Fehlerliste. .237/1 ist laut TIRIS der Platz vor dem Haus. Das Haus dahinter hätte .237/2, diese Grundstücksnummer ist aber unter Bürgerhaus, Schmiedgasse 7 bereits vorhanden. Also entweder ist es das Bürgerhaus und die falsche Grundstücksnummer oder der Platz, der unter Denkmalschutz steht und nicht ein Bürgerhaus. | BDA-Hist.: Q37808834 Status: Bescheid Stand der BDA-Liste: 2025-06-30 Name: Bürgerhaus GstNr.: .237/1                                                                                                 |
| ja    | Datei hochladen | Bürgerhaus HERIS-ID: 44020 Objekt-ID: 44716 TKK: 70365                                                                                  | Unterer Stadtplatz 8 Standort KG: Hall                            | | BDA-Hist.: Q38006703 Status: Bescheid Stand der BDA-Liste: 2025-06-30 Name: Bürgerhaus GstNr.: .241                                                                                                   |
| ja    | Datei hochladen | Bürgerhaus HERIS-ID: 44019 Objekt-ID: 44715 TKK: 70366                                                                                  | Unterer Stadtplatz 8a Standort KG: Hall                           | | BDA-Hist.: Q38006696 Status: Bescheid Stand der BDA-Liste: 2025-06-30 Name: Bürgerhaus GstNr.: .240                                                                                                   |
| ja    | Datei hochladen | Bürgerhaus HERIS-ID: 44021 Objekt-ID: 44717 TKK: 70367                                                                                  | Unterer Stadtplatz 9 Standort KG: Hall                            | | BDA-Hist.: Q38006711 Status: Bescheid Stand der BDA-Liste: 2025-06-30 Name: Bürgerhaus GstNr.: .245                                                                                                   |
| ja    | Datei hochladen | Bürgerhaus HERIS-ID: 44022 Objekt-ID: 44718 TKK: 70368                                                                                  | Unterer Stadtplatz 10 Standort KG: Hall                           | | BDA-Hist.: Q38006720 Status: Bescheid Stand der BDA-Liste: 2025-06-30 Name: Bürgerhaus GstNr.: .246                                                                                                   |
| ja    | Datei hochladen | Bürgerhaus HERIS-ID: 44023 Objekt-ID: 44719 TKK: 70369                                                                                  | Unterer Stadtplatz 11 Standort KG: Hall                           | Das viergeschoßige Bürgerhaus mit Satteldach und geschwungenem Fassadengiebel stammt im Kern aus dem 16. Jahrhundert. Die dreiachsige Fassade weist drei Polygonalerker, ein Madonnenmedaillon am Giebel und vier Erdbebenpfeiler aus Nagelfluh auf. In der Mittelachse befindet sich ein korbbogig geschlossenes Nagelfluhportal. | BDA-Hist.: Q38006730 Status: Bescheid Stand der BDA-Liste: 2025-06-30 Name: Bürgerhaus GstNr.: .248 Unterer Stadtplatz 11, Hall in Tirol                                                              |
| ja    | Datei hochladen | Klostergebäude HERIS-ID: 44024 Objekt-ID: 44720 TKK: 70370                                                                              | Unterer Stadtplatz 12 Standort KG: Hall                           | 1845 wurde das Stadtspital am Unteren Stadtplatz aufgelassen, 1851 wurde das Areal von Tertiar-Schulschwestern übernommen, die ein Kloster und eine Schule einrichteten. Das dreigeschoßige Gebäude mit Walmdach und Gewölben im Inneren stammt im Kern aus dem 17. Jahrhundert und erhielt im 19. Jahrhundert sein heutiges Erscheinungsbild. | BDA-Hist.: Q38006741 Status: Bescheid Stand der BDA-Liste: 2025-06-30 Name: Klostergebäude GstNr.: .283 Kloster der Tertiarschwestern                                                                 |
| ja    | Datei hochladen | Spitalkirche zum hl. Geist, Klosterkirche der Tertiar Schulschwestern HERIS-ID: 44025 Objekt-ID: 44721 TKK: 70371                       | bei Unterer Stadtplatz 12 Standort KG: Hall                       | Die ehemalige Spitalkirche wurde 1342 geweiht und nach massiven Erdbebenschäden von 1670 in den Jahren 1727–1728 fast vollständig neu gebaut. Der barocke Saalbau besteht aus einem vierjochigen Langhaus mit abgesetztem und eingezogenem Chor und einem achtseitigen Südtürmchen mit Zwiebelhaube, das bereits 1716 errichtet wurde. An der Westfassade mit steilem Dreieckgiebel und geschweiftem Gesims befindet sich ein Giebelmosaik aus der Zeit um 1900. Das Portal mit profilierter Steinfassung, Volutenkeilstein und Segmentbogengiebel wurde 1727 geschaffen. Das Innere ist mit einer Flachtonne mit Stichkappen überwölbt. Langhaus und Chor sind durch Doppelpilaster und doppelte Gurtbögen gegliedert und mit Laub- und Bandelwerkstuck geschmückt. Die drei Barockaltäre weisen gedrehte Säulen auf, das Hochaltarbild mit der Darstellung des Pfingstwunders wurde von Philipp Haller geschaffen, die beiden Hochaltarfiguren 1736 von Gregor Fritz. Die Altarbilder der Seitenaltäre stammen von Johann Georg Dominikus Grasmair.                                            | BDA-Hist.: Q38006753 Status: Bescheid Stand der BDA-Liste: 2025-06-30 Name: Spitalkirche zum hl. Geist, Klosterkirche der Tertiar Schulschwestern GstNr.: .282 Kloster der Tertiarschwestern          |
| ja    | Datei hochladen | Volksschule Unterer Stadtplatz, ehem. städtische Mädchenschule HERIS-ID: 44026 Objekt-ID: 44722 TKK: 70372                              | Unterer Stadtplatz 13 Standort KG: Hall                           | Das Gebäude wurde 1851 als Mädchenschule der Tertiarschwestern errichtet, 1907 im Jugendstil umgebaut und 1930 nach Süden erweitert. Die Fassade ist mit einem Mosaik im zweiten Obergeschoß (Madonna mit Engeln) und einem reichen Jugendstilornament mit Inschrift im Giebel geschmückt. | BDA-Hist.: Q38006765 Status: Bescheid Stand der BDA-Liste: 2025-06-30 Name: Volksschule Unterer Stadtplatz, ehem. städtische Mädchenschule GstNr.: .284 Volksschule Unterer Stadtplatz, Hall in Tirol |
| ja    | Datei hochladen | Gartenmauer HERIS-ID: 106864 Objekt-ID: 124107 TKK:                                                                                     | Unterer Stadtplatz 15 Standort KG: Hall                           | | BDA-Hist.: Q37808932 Status: Bescheid Stand der BDA-Liste: 2025-06-30 Name: Gartenmauer GstNr.: .285                                                                                                  |
| ja    | Datei hochladen | Wohnhaus, ehem. Bastion HERIS-ID: 39239 Objekt-ID: 38957 TKK: 70375                                                                     | Unterer Stadtplatz 19 Standort KG: Hall                           | | BDA-Hist.: Q37988208 Status: Bescheid Stand der BDA-Liste: 2025-06-30 Name: Wohnhaus, ehem. Bastion GstNr.: .308                                                                                      |
| ja    | Datei hochladen | Bürgerhaus HERIS-ID: 44027 Objekt-ID: 44724 TKK: 70378                                                                                  | Waldaufstraße 1 Standort KG: Hall                                 | Das zweigeschoßige gotische Bürgerhaus mit Grabendach und hoher, waagrecht geschlossener Stirnmauer geht in das 14. Jahrhundert zurück. Die schmucklose Fassade lässt unter dem Putz Reste alter Fassadenmalerei erkennen. | BDA-Hist.: Q38006775 Status: Bescheid Stand der BDA-Liste: 2025-06-30 Name: Bürgerhaus GstNr.: .267                                                                                                   |
| ja    | Datei hochladen | Bürgerhaus, Kaplanhaus der Waldaufstiftung HERIS-ID: 44028 Objekt-ID: 44725 TKK: 70379                                                  | Waldaufstraße 2 Standort KG: Hall                                 | Das dreigeschoßige Gebäude mit Grabendach und rechteckigen Dachbodenfenstern diente als Kaplaneihaus der Waldaufstiftung von 1501. Der Baukern stammt aus dem zweiten Drittel des 14. Jahrhunderts. Die fünfachsige Fassade ist durch hohe Erdbebenmauern aus unverputzten Nagelfluhblöcken und ein korbbogiges Barockportal aus Nagelfluh in der gegliedert. Im Inneren haben sich zahlreiche Bau- und Ausstattungsdetails wie ein gotischer Flur, ein gewölbter Raum und ein tief gekehltes Nagelfluhportal mit Sockel erhalten. Das Haus beherbergte die von Ritter Florian Waldauf gestiftete Bibliothek, die sich heute in der ULB Tirol befindet. | BDA-Hist.: Q38006788 Status: Bescheid Stand der BDA-Liste: 2025-06-30 Name: Bürgerhaus, Kaplanhaus der Waldaufstiftung GstNr.: .41                                                                    |
| ja    | Datei hochladen | Bürgerhaus HERIS-ID: 44029 Objekt-ID: 44726 TKK: 70380                                                                                  | Waldaufstraße 3 Standort KG: Hall                                 | Das flache, zweigeschoßige Gebäude mit Grabendach und dreiachsiger Straßenfassade stammt aus dem 15. Jahrhundert. Das typische Haller Altstadthaus wurde in seinem Äußeren stark verändert. | BDA-Hist.: Q38006798 Status: Bescheid Stand der BDA-Liste: 2025-06-30 Name: Bürgerhaus GstNr.: .266                                                                                                   |
| ja    | Datei hochladen | Bürgerhaus HERIS-ID: 44030 Objekt-ID: 44727 TKK: 70381                                                                                  | Waldaufstraße 4 Standort KG: Hall                                 | Das hohe, viergeschoßige Gebäude mit Satteldach und ovalen Dachbodenfenstern stammt im Kern aus dem 15. Jahrhundert. Über das erste und zweite Obergeschoß der beiden linken Achsen reicht ein dreiseitiger Polygonalerker. Im Erdgeschoß befindet sich rechts ein abgefastes Rundbogenportal aus Nagelfluh, darunter ein steinernes Madonnenrelief aus der Zeit um 1700. Im Inneren haben sich gotische Baudetails wie ein kreuzgratgewölbter Flur im Erdgeschoß erhalten. | BDA-Hist.: Q38006804 Status: Bescheid Stand der BDA-Liste: 2025-06-30 Name: Bürgerhaus GstNr.: .40 |
| ja    | Datei hochladen | Bürgerhaus, ehem. Musikantenhaus HERIS-ID: 39240 Objekt-ID: 38958 TKK: 70382                                                            | Waldaufstraße 5 Standort KG: Hall                                 | Das spätgotische Haus aus dem 16. Jahrhundert weist ausgewogene Formen, ein Grabendach und eine Mantelmauer auf. Das in seiner ursprünglichen Form unverändert erhaltene Gebäude bildet mit den benachbarten Häusern gleicher Bauart eine Gruppe. | BDA-Hist.: Q37988220 Status: Bescheid Stand der BDA-Liste: 2025-06-30 Name: Bürgerhaus, ehem. Musikantenhaus GstNr.: .265                                                                             |
| ja    | Datei hochladen | Bürgerhaus HERIS-ID: 44031 Objekt-ID: 44728 TKK: 70383                                                                                  | Waldaufstraße 6 Standort KG: Hall                                 | Das viergeschoßige, dreiachsige Gebäude mit Grabendach und zwei gerade geschlossenen Öffnungen im Erdgeschoß stammt aus der ersten Hälfte des 18. Jahrhunderts und wurde 1958 umgebaut. | BDA-Hist.: Q38006814 Status: Bescheid Stand der BDA-Liste: 2025-06-30 Name: Bürgerhaus GstNr.: .39 |
| ja    | Datei hochladen | Bürgerhaus HERIS-ID: 44032 Objekt-ID: 44729 TKK: 70384                                                                                  | Waldaufstraße 7 Standort KG: Hall                                 | Das zweigeschoßige, fünfachsige, langgestreckte und traufseitig zur Gasse stehende Haus stammt im Kern vermutlich aus dem 18. Jahrhundert. Das Gebäude fällt aufgrund der Hanglage der Gasse nach Westen hin ab. | BDA-Hist.: Q38006825 Status: Bescheid Stand der BDA-Liste: 2025-06-30 Name: Bürgerhaus GstNr.: .533                                                                                                   |
| ja    | Datei hochladen | Bürgerhaus HERIS-ID: 44033 Objekt-ID: 44730 TKK: 70385                                                                                  | Waldaufstraße 8 Standort KG: Hall                                 | Das viergeschoßige, dreiachsige Gebäude mit ausgebautem Dachgeschoß und Walmdach wurde im 18. Jahrhundert errichtet, nach Kriegsschäden wieder aufgebaut und 1988 generalsaniert. Die Giebelfassade ist durch zwei Rundbogenöffnungen mit unterteilender Säule im Giebelfeld und ein rundbogig geschlossenes Eingangsportal mit darüber liegendem Ochsenauge gegliedert. An den beiden äußeren Achsen befindet sich je ein flacher Rechteckerker. | BDA-Hist.: Q38006834 Status: Bescheid Stand der BDA-Liste: 2025-06-30 Name: Bürgerhaus GstNr.: .38 |
| ja    | Datei hochladen | Bürgerhaus HERIS-ID: 44034 Objekt-ID: 44731 TKK: 70386                                                                                  | Waldaufstraße 9 Standort KG: Hall                                 | Das unregelmäßig gegliederte, zweigeschoßige und traufständige Gebäude wurde um 1820 errichtet und seither stark verändert. Zwischen den Häusern Waldaufstraße 7 und 9 befindet sich ein Durchgang zu den Häusern Salvatorgasse 20 und 22. | BDA-Hist.: Q38006843 Status: Bescheid Stand der BDA-Liste: 2025-06-30 Name: Bürgerhaus GstNr.: .264/2                                                                                                 |
| ja    | Datei hochladen | Bürgerhaus HERIS-ID: 44035 Objekt-ID: 44732 TKK: 70387                                                                                  | Waldaufstraße 10 Standort KG: Hall                                | Das dreigeschoßige, traufständige Gebäude stammt im Kern vermutlich aus dem 16. Jahrhundert. Die zweiachsige Giebelfassade ist durch ein tief eingeschnittenes Rundbogenportal, einen Geschäftseingang mit Segmentbogenabschluss sowie Erdbebenklammern gegliedert. In der linke Achse befindet sich ein Polygonalerker. | BDA-Hist.: Q38006853 Status: Bescheid Stand der BDA-Liste: 2025-06-30 Name: Bürgerhaus GstNr.: .37 |
| ja    | Datei hochladen | Bürgerhaus HERIS-ID: 44036 Objekt-ID: 44733 TKK: 70388                                                                                  | Waldaufstraße 11 Standort KG: Hall                                | Das dreigeschoßiges Gebäude über unregelmäßigem Grundriss stammt im Kern aus dem 17. Jahrhundert und wurde mehrmals umgebaut. 1911 wurden die Fassaden von Hans Fritz neu gestaltet. Die zweiachsige Südfassade ist durch ein gebogenes, erkerähnliches Fenster im zweiten Obergeschoß und Putzteilung gegliedert, die unregelmäßig gegliederte Nordfassade zeigt ein kleines Fenster und ein abgefastes, gerade geschlossenes Eingangstor. | BDA-Hist.: Q38006864 Status: Bescheid Stand der BDA-Liste: 2025-06-30 Name: Bürgerhaus GstNr.: .264/1                                                                                                 |
| ja    | Datei hochladen | Bürgerhaus HERIS-ID: 44037 Objekt-ID: 44734 TKK: 70389                                                                                  | Waldaufstraße 12 Standort KG: Hall                                | Das dreigeschoßige Gebäude mit abgesetztem Satteldach stammt im Kern aus dem 16. Jahrhundert. Die dreiachsige Fassade ist durch einen dreiseitige Polygonalerker mit Putzfeldern, Putzfaschenrahmungen um die Fenster und ein breit abgefastes Portal aus Hagauer Marmor gegliedert. | BDA-Hist.: Q38006873 Status: Bescheid Stand der BDA-Liste: 2025-06-30 Name: Bürgerhaus GstNr.: .36 |
| ja    | Datei hochladen | Bürgerhaus HERIS-ID: 39241 Objekt-ID: 38959 TKK: 70390                                                                                  | Waldaufstraße 13 Standort KG: Hall                                | Das viergeschoßige Wohnhaus mit flachem Satteldach und Blendgiebel stammt im Kern aus dem 16. Jahrhundert. Es ist in die südliche Front der Waldaufgasse sowie in die nördliche Front der Salvatorgasse eingebundenen. Die schmucklose Fassade zur Waldaufstraße ist mit abschließender Hohlkehle und Stiegenhausanbau gegliedert. Die zweiachsige Fassade zur Salvatorgasse zeigt Erdbebenmauern aus unverputzten Nagelfluhquader und ein abgeschrägtes Rechteckportal. Im Inneren haben sich Tonnengewölbe mit Stichkappen, eine Holzbalkendecke, Steingewände, Rundbögen, einfache Stuckleisten und eine Wendeltreppe erhalten. | BDA-Hist.: Q37988230 Status: Bescheid Stand der BDA-Liste: 2025-06-30 Name: Bürgerhaus GstNr.: .32 |
| ja    | Datei hochladen | Bürgerhaus HERIS-ID: 44038 Objekt-ID: 44735 TKK: 70391                                                                                  | Waldaufstraße 14 Standort KG: Hall                                | Das dreigeschoßige Wohnhaus mit originellem Satteldach stammt im Kern aus dem 16. Jahrhundert. Die Straßenfassade ist durch ein Rundbogenportal, Fensterfaschen sowie einen zweigeschoßigen, dreiseitigen Polygonalerker unregelmäßig gegliedert. | BDA-Hist.: Q38006883 Status: Bescheid Stand der BDA-Liste: 2025-06-30 Name: Bürgerhaus GstNr.: .35 |
| ja    | Datei hochladen | Bürgerhaus, Nagglburg HERIS-ID: 39242 Objekt-ID: 38960 TKK: 70392                                                                       | Waldaufstraße 15 Standort KG: Hall                                | Das an einer Straßengabelung gelegene, nach drei Seiten frei stehende Gebäude über trapezförmigem Grundriss wurde um 1500 erbaut. Die Fassaden weisen einen über Eck angeordneten, zweigeschoßigen Polygonalerker, einen Eckerker, mit Streben abgestützte Holzbalkone und eine Holztreppe an der Seite zur Waldaufstraße auf. Im Inneren haben sich Holzbalkendecken, Rokokostuck und Segmentbogennischen erhalten. | BDA-Hist.: Q37988239 Status: Bescheid Stand der BDA-Liste: 2025-06-30 Name: Bürgerhaus, Nagglburg GstNr.: .33 Nagglburg                                                                               |
| ja    | Datei hochladen | Ansitz Rainegg HERIS-ID: 39243 Objekt-ID: 38961 TKK: 70393                                                                              | Waldaufstraße 16 Standort KG: Hall                                | Der Ansitz wurde 1381 erstmals urkundlich erwähnt, der heutige Bau stammt aus der ersten Hälfte des 16. Jahrhunderts, er wurde 1670–1678 und in der zweiten Hälfte des 19. Jahrhunderts umgebaut und erheblich verändert. Der frei stehende, viergeschoßige Bau mit Grabendach weist einen mächtigen Südwestturm, einen Kragsteinerker im Südosten, ein korbogig geschlossenes Nagelfluhportal an der Ostseite, Arkaden an der Nordseite, Erdbebenpfeiler und gotische Fassadenmalereien auf. Die Westseite bildet einen Teil der Stadtmauer. Im Inneren haben sich Kreuzgewölbe, Tonnengewölbe, eine Deckentäfelung mit Wandfries aus der ersten Hälfte des 17. Jahrhunderts und einfache Stuckdecken erhalten. | BDA-Hist.: Q37988250 Status: Bescheid Stand der BDA-Liste: 2025-06-30 Name: Ansitz Rainegg GstNr.: .34/1                                                                                              |
| ja    | Datei hochladen | Bürgerhaus, ehem. Gasthof Zum Goldenen Löwen HERIS-ID: 39244 Objekt-ID: 38962 TKK: 70395                                                | Wallpachgasse 2 Standort KG: Hall                                 | | BDA-Hist.: Q37988260 Status: Bescheid Stand der BDA-Liste: 2025-06-30 Name: Bürgerhaus, ehem. Gasthof Zum Goldenen Löwen GstNr.: .113                                                                 |
| ja    | Datei hochladen | Bürgerhaus HERIS-ID: 39245 Objekt-ID: 38963 TKK: 70396                                                                                  | Wallpachgasse 3 Standort KG: Hall                                 | | BDA-Hist.: Q37988271 Status: Bescheid Stand der BDA-Liste: 2025-06-30 Name: Bürgerhaus GstNr.: .54 |
| ja    | Datei hochladen | Bürgerhaus, Schiestl-Haus HERIS-ID: 39246 Objekt-ID: 38964 TKK: 70397                                                                   | Wallpachgasse 4 Standort KG: Hall                                 | | BDA-Hist.: Q37988282 Status: Bescheid Stand der BDA-Liste: 2025-06-30 Name: Bürgerhaus, Schiestl-Haus GstNr.: .112                                                                                    |
| ja    | Datei hochladen | Bürgerhaus, ehem. Kino HERIS-ID: 44040 Objekt-ID: 44737 TKK: 70398                                                                      | Wallpachgasse 5 Standort KG: Hall                                 | Das zweigeschoßige Gebäude mit Flachdach im Stil der Neuen Sachlichkeit wurde 1938 als Kino errichtet, 1980 umgebaut und wird heute vom Tourismusverband genutzt. Die siebenachsige Erdgeschoßzone ist durch einen aluminiumgerahmten Eingang in der Mittelachse gegliedert, der von Rechteckfenstern flankiert wird. Im Obergeschoß befinden sich kleine, querrechteckige, vergitterte Öffnungen mit dazwischen liegenden Wandmalereien von C. H. Walther Kühn, die Bauer, Muse und Narr darstellen. | BDA-Hist.: Q38006903 Status: Bescheid Stand der BDA-Liste: 2025-06-30 Name: Bürgerhaus, ehem. Kino GstNr.: .637 Wallpachgasse 5, Hall in Tirol                                                        |
| ja    | Datei hochladen | Bürgerhaus, Wallpach-Haus HERIS-ID: 39247 Objekt-ID: 38965 TKK: 70399                                                                   | Wallpachgasse 6 Standort KG: Hall                                 | | BDA-Hist.: Q37988291 Status: Bescheid Stand der BDA-Liste: 2025-06-30 Name: Bürgerhaus, Wallpach-Haus GstNr.: .111                                                                                    |
| ja    | Datei hochladen | Bürgerhaus HERIS-ID: 44041 Objekt-ID: 44738 TKK: 70400                                                                                  | Wallpachgasse 7 Standort KG: Hall                                 | | BDA-Hist.: Q38006913 Status: Bescheid Stand der BDA-Liste: 2025-06-30 Name: Bürgerhaus GstNr.: .55 |
| ja    | Datei hochladen | Bürgerhaus, Kordon-Haus HERIS-ID: 39248 Objekt-ID: 38966 TKK: 70401                                                                     | Wallpachgasse 8 Standort KG: Hall                                 | | BDA-Hist.: Q37988302 Status: Bescheid Stand der BDA-Liste: 2025-06-30 Name: Bürgerhaus, Kordon-Haus GstNr.: .110                                                                                      |
| ja    | Datei hochladen | Bürgerhaus, Gutmann-Haus HERIS-ID: 39249 Objekt-ID: 38967 TKK: 70402                                                                    | Wallpachgasse 9 Standort KG: Hall                                 | | BDA-Hist.: Q37988311 Status: Bescheid Stand der BDA-Liste: 2025-06-30 Name: Bürgerhaus, Gutmann-Haus GstNr.: .56                                                                                      |
| ja    | Datei hochladen | Bürgerhaus, ehem. Bräuwirthaus HERIS-ID: 58269 Objekt-ID: 68807 TKK: 70403                                                              | Wallpachgasse 10 Standort KG: Hall                                | | BDA-Hist.: Q38082006 Status: Bescheid Stand der BDA-Liste: 2025-06-30 Name: Bürgerhaus, ehem. Bräuwirthaus GstNr.: .78                                                                                |
| ja    | Datei hochladen | Bürgerhaus HERIS-ID: 39250 Objekt-ID: 38968 TKK: 70404                                                                                  | Wallpachgasse 11 Standort KG: Hall                                | | BDA-Hist.: Q37988321 Status: Bescheid Stand der BDA-Liste: 2025-06-30 Name: Bürgerhaus GstNr.: .57 |
| ja    | Datei hochladen | Bürgerhaus HERIS-ID: 44042 Objekt-ID: 44739 TKK: 70405                                                                                  | Wallpachgasse 13 Standort KG: Hall                                | | BDA-Hist.: Q38006919 Status: Bescheid Stand der BDA-Liste: 2025-06-30 Name: Bürgerhaus GstNr.: .73, .74                                                                                               |
| ja    | Datei hochladen | Bürgerhaus, Starenhaus HERIS-ID: 39251 Objekt-ID: 38969 TKK: 70406                                                                      | Wallpachgasse 15 Standort KG: Hall                                | | BDA-Hist.: Q37988332 Status: Bescheid Stand der BDA-Liste: 2025-06-30 Name: Bürgerhaus, Starenhaus GstNr.: .75                                                                                        |
| ja    | Datei hochladen | Stadtmauer und Stadtgrabenmauer HERIS-ID: 11720 Objekt-ID: 7829 TKK: 70333                                                              | Standort KG: Hall                                                 | | BDA-Hist.: Q38110396 Status: Bescheid Stand der BDA-Liste: 2025-06-30 Name: Stadtmauer und Stadtgrabenmauer GstNr.: .260, 38, 29, 31, 27, 26, 25, 267/1, 274/5, 3, 44/2, .270, 44/1, 1150/3, 977, 42  |
| ja BW | Datei hochladen | Benefiziatenkirche zum Hl. Kreuz und Friedhof HERIS-ID: 105857 Objekt-ID: 122891 TKK: 70217, 70218, 94798, …                            | neben Möslweg 1 Standort KG: Heiligkreuz I                        | Die Kirche wurde urkundlich erstmals 1420 erwähnt, der heutige spätgotische Bau wurde um 1440 erbaut. Das dreijochige Langhaus ist durch Eckstreben, Dreiecklisenen und einen umlaufenden Sockel gegliedert. Im Osten schließt ein eingezogener, polygonaler Chor mit seitlichen Anbauten und dreistufigen Strebepfeilern an, nördlich ein schlanker Turm mit Maßwerkfenstern und Giebelspitzhelm. Das Innere weist ein Netzrippengewölbe über Wanddiensten und einen abgefasten, spitzbogig geschlossenen Triumphbogen auf. Die spätgotischen Wandmalereien wurde inschriftlich 1443 geschaffen, die bemalte Holzempore stammt vom Ende des 16. Jahrhunderts. Die Glasfenster im Chor wurden 1965/67 von Wilfried Kirschl geschaffen, die Fenster im Langhaus 1971/77 von Peter Prandstetter. Der von einer Mauer eingefasste Friedhof umgibt die Kirche und wurde vermutlich zeitgleich um 1440 angelegt. Darin befinden sich ein Friedhofskreuz aus dem 19. Jahrhundert und die um 1870 erbaute neugotische Friedhofskapelle mit einem Sgraffito des Auferstandenen von Carl Rieder von 1964. | BDA-Hist.: Q37806404 Status: § 2a Stand der BDA-Liste: 2025-06-30 Name: Benefiziatenkirche zum Hl. Kreuz und Friedhof GstNr.: .206, 3701/2 Heiligkreuz-Kirche (Hall in Tirol)                         |
| ja    | Datei hochladen | Ehem. Widum Heiligkreuz, Reimmichl-Haus HERIS-ID: 108998 Objekt-ID: 126545 TKK: 115603                                                  | Reimmichlstraße 27 Standort KG: Heiligkreuz I                     | Das zweigeschoßige Gebäude mit Satteldach wurde 1914 errichtet. Das Erdgeschoß ist weiß verputzt, das Obergeschoß mit dunkel gebeizten Brettern verschalt, an der Südseite befindet sich ein Balkon. Neben dem Eingang befindet sich eine Büste des Tiroler Volksdichters Reimmichl, der von 1914 bis zu seinem Tod 1953 als Kaplan in Heiligkreuz wirkte. Die 1963 von Hans Wirtenberger geschaffene Bronzebüste ist von Freskomalerei von Carl Rieder umgeben, die mit den Sternsingern und der Figur des Kreuz-Kaspar bekannte Gestalten Reimmichls zeigt. | BDA-Hist.: Q37813938 Status: § 2a Stand der BDA-Liste: 2025-06-30 Name: Ehem. Widum Heiligkreuz, Reimmichl-Haus GstNr.: .243 Hall in Tirol, Reimmichlhaus                                             |
| ja    | Datei hochladen | Brunnen HERIS-ID: 110110 Objekt-ID: 127764 TKK: 115606                                                                                  | Samerweg Standort KG: Heiligkreuz I                               | Der Brunnen aus dem 20. Jahrhundert besteht aus einem massiven Brunnentrog mit trapezförmigem Querschnitt und einer Brunnensäule mit bekrönender Kugel. | BDA-Hist.: Q37817107 Status: § 2a Stand der BDA-Liste: 2025-06-30 Name: Brunnen GstNr.: 4029 |
| ja    | Datei hochladen | 2 Bildstöcke HERIS-ID: 77689 Objekt-ID: 91320 TKK: 70428, 16740                                                                         | Innsbrucker Straße Standort siehe Beschreibung KG: Heiligkreuz II | Die Bildstöcke sind Teil der von Erzherzog Ferdinand II. Ende des 16. Jahrhunderts gestifteten lokalen Wallfahrtsstätte Maria Loreto in Thaur. Insgesamt 15, aus Brekziesteinen errichtete Bildstöcke säumen den historischen Weg von Innsbruck nach Thaur entlang der heutigen Bundesstraße. Die Bildsäulen stehen auf einem Sockel, sie haben einen abgefasten Schaft und ein quadratisches Tabernakelgehäuse, in dem sich auf Eternit gemalte Bildtafeln befinden. Die Bildtafeln wurden im 20. Jahrhundert von namhaften Tiroler Künstlern mit Darstellungen der Rosenkranzgeheimnisse neu gestaltet. Auf Haller Gemeindegebiet stehen die Bildstöcke 14 und 15: - 14. Stationsbildstock Aufnahme Mariens in den Himmel mit Bildtafel von Max Weiler (um 1951) (Lage) - 15. Stationsbildstock Marienkrönung mit Bildtafel von Max Weiler (um 1951) (Lage) | BDA-Hist.: Q38150204 Status: § 2a Stand der BDA-Liste: 2025-06-30 Name: 2 Bildstöcke GstNr.: 74, 20 Rosary Innsbruck - Thaur                                                                          |